# Four Points by Sheraton

Logo von Four Points by Sheraton

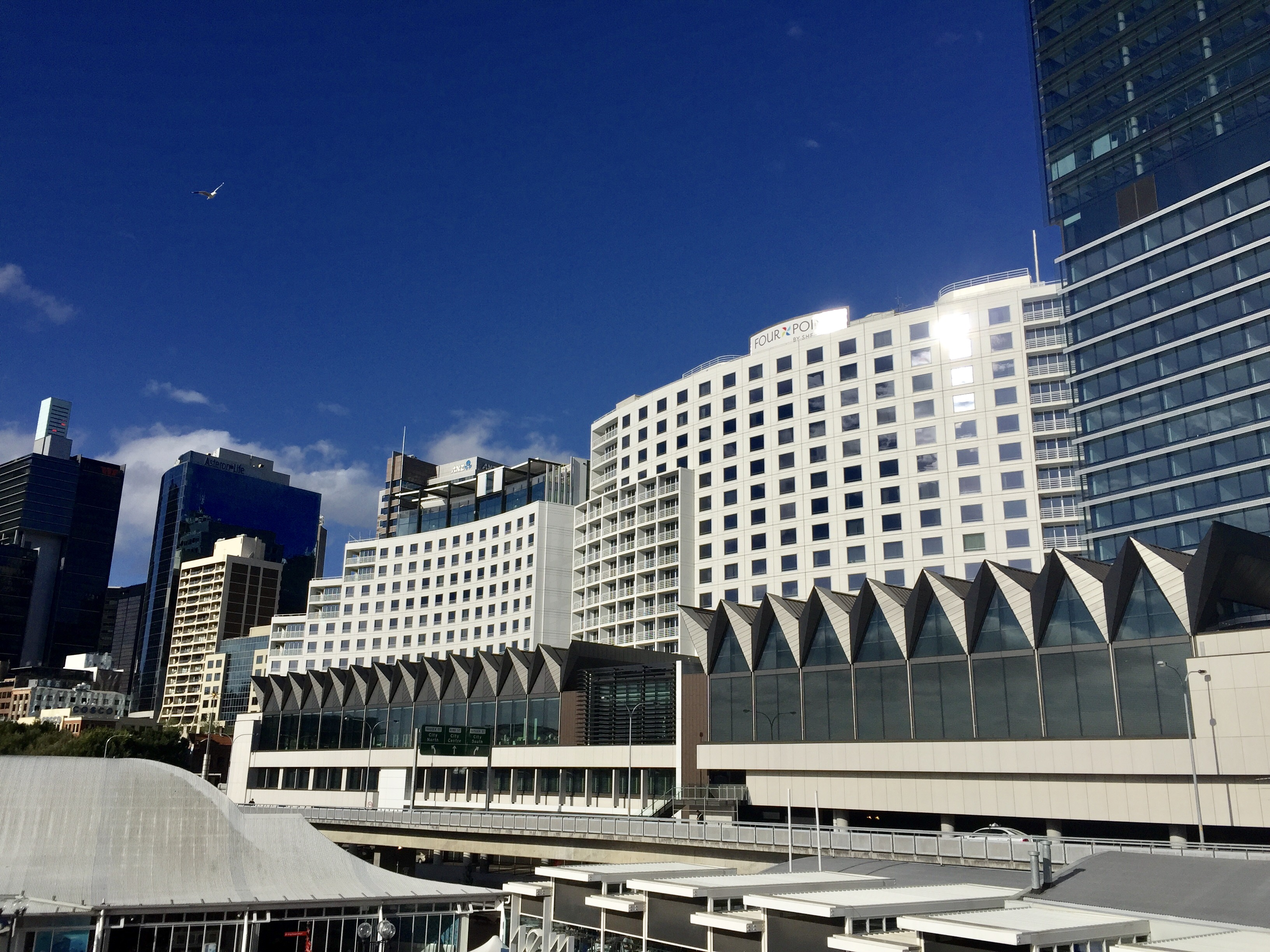
Four Points by Sheraton in Sydney

Four Points by Sheraton ist eine internationale Hotelkette im Vier-Sterne-Bereich und eingetragene Marke von Marriott International. Ursprünglich war sie wie auch Sheraton Teil von Starwood Hotels & Resorts Worldwide.

## Geschichte

Ehemaliges Logo

Four Points by Sheraton wurde 1995 als Schwesternmarke von Sheraton Hotels gegründet und zeichnet sich durch einfachere Dienstleistungen und Serviceangebote im Vergleich zu Sheraton aus. Das Symbol der Marke ist ein stilisiertes Windrad. Mit der Übernahme von Starwood durch Marriott wurde die Marke Four Points by Sheraton beibehalten.

## Standorte
Die Marke ist mit Stand 2022 mit etwa 250 Hotels in gut 50 Ländern präsent. Häuser im deutschsprachigen Raum befinden sich lediglich in München (Arabellapark), Bozen und Dornbirn. Früher gab es zwei weitere Häuser in München (Central an der Theresienwiese als Teil des Forum Schwanthalerhöhe und Olympiapark), die jedoch geschlossen wurden beziehungsweise nicht mehr unter der Marke betrieben werden – der Standort Central wird mit Stand 2023 zu einem Residence Inn der Schwestermarke Marriott umgebaut. Das ehemalige Hotel in Zürich existiert ebenfalls nicht mehr.